# Hebron (Ohio)
Hebron ist ein Village im Licking County, Ohio, Vereinigte Staaten. Die Einwohnerzahl betrug 2.034 gemäß der Volkszählung im Jahr 2000.

## Geschichte
Als im Jahr 1827 John Smith den ersten Bebauungsplan für Hebron einreichte, war der Ohio-Erie-Kanal schon im Bau. Am 4. Juli 1825 hatte der Gouverneur von New York DeWitt Clinton den ersten Spatenstich für den Bau des Kanals wenige Kilometer nördlich der Siedlung vorgenommen. Der Kanal wurde 1828 durch Hebron fertiggestellt. Gleichzeitig führte der Old National Trail, heute der U.S. Highway 40, durch die Siedlung. Diese Kreuzung zweier wichtiger Verkehrswege der Vereinigten Staaten machten Hebron zu einem wichtigen Knotenpunkt. Das Motto der Stadt ist bis heute „Hebron - Historic Crossroads of Ohio“.